# Bách xanh núi đá
Bách xanh núi đá  (Calocedrus rupestris) là một loài thực vật hạt trần trong họ Cupressaceae. Loài này được Aver., T.H.Nguyên & P.K.Lôc mô tả khoa học đầu tiên năm 2004.